# Guanjiabao (sockenhuvudort i Kina, Shanxi Sheng, lat 40,18, long 112,89)
Guanjiabao är en sockenhuvudort i Kina. Den ligger i provinsen Shanxi, i den norra delen av landet, omkring 260 kilometer norr om provinshuvudstaden Taiyuan. Antalet invånare är 8 774. Befolkningen består av 4 427 kvinnor och 4 347 män. Barn under 15 år utgör 12,0 %, vuxna 15-64 år 76 %, och äldre över 65 år 11,0 %.
Runt Guanjiabao är det mycket tätbefolkat, med 1 056 invånare per kvadratkilometer. Närmaste större samhälle är Zhangjiachang, 11,7 km söder om Guanjiabao. Trakten runt Guanjiabao består i huvudsak av gräsmarker.
Genomsnittlig årsnederbörd är 611 millimeter. Den regnigaste månaden är juli, med i genomsnitt 182 mm nederbörd, och den torraste är januari, med 3 mm nederbörd.